# Akkaya (Kozan)
Akkaya (türkisch für weisser Fels) ist ein Ortsteil (Mahalle) im Landkreis Kozan der türkischen Provinz Adana mit 168 Einwohnern (Stand: Ende 2024). Im Jahr 2011 hatte der Ort 186 Einwohner.